# Paplitz (Genthin)
Paplitz ist eine Ortschaft der Stadt Genthin im Landkreis Jerichower Land in Sachsen-Anhalt.

## Geografie
Der Ort liegt am südlichen Rand der Niederungslandschaft Fiener Bruch, umgeben von landwirtschaftlichen Flächen. Südwestlich des Ortes beginnen die Waldflächen des Hohen Flämings. Durch Paplitz verläuft die Bundesstraße 107 (Genthin – Wiesenburg/Mark). Die Auffahrt zur Autobahn 2 (Magdeburg – Berlin) ist 7,5 Kilometer entfernt. 1,1 Kilometer östlich des Ortes verläuft die Grenze zum Land Brandenburg.
Zur ehemaligen Gemeinde Paplitz gehörte der 2,4 Kilometer südlich gelegene Ortsteil Gehlsdorf.

## Geschichte

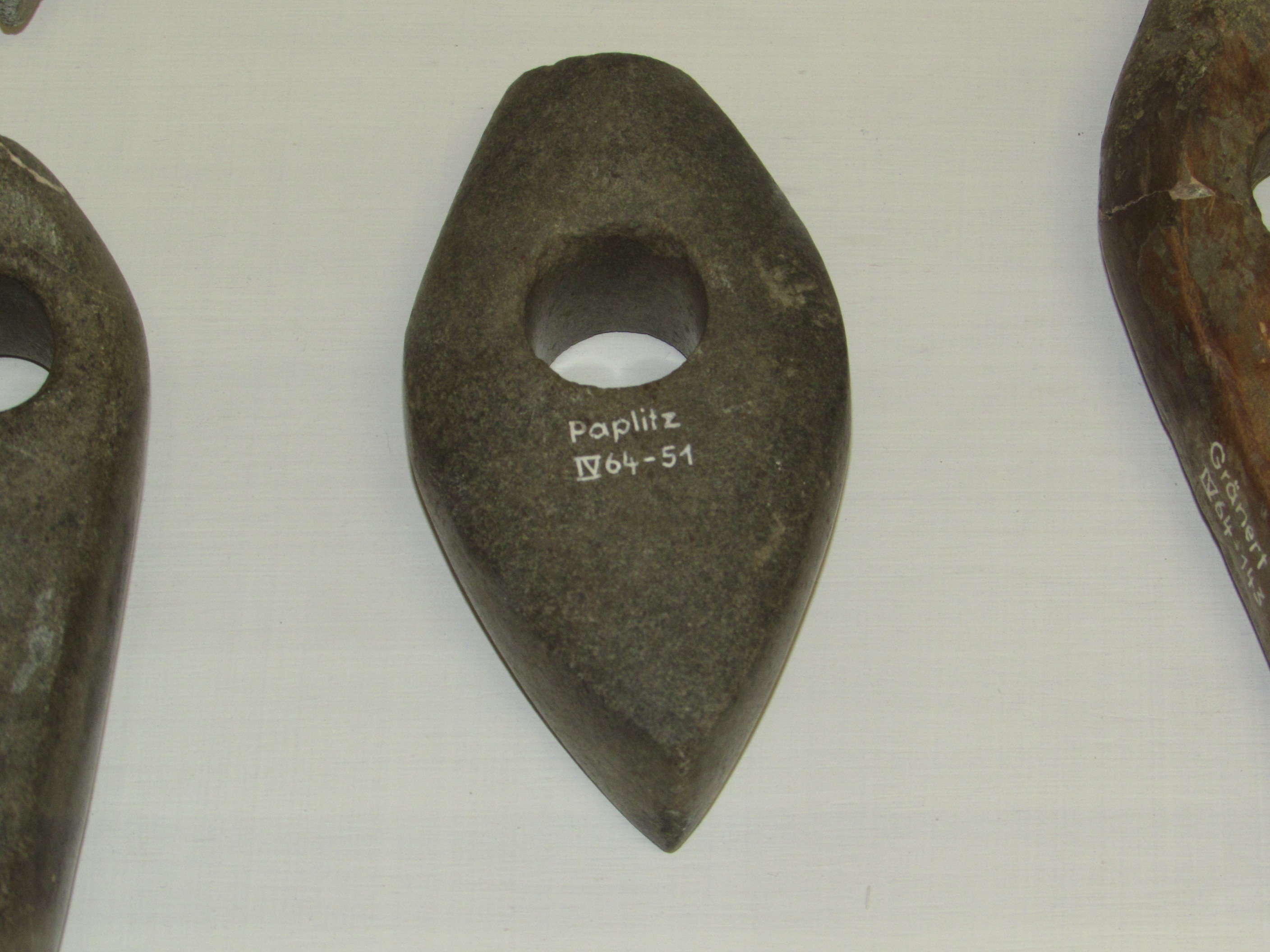
Steinbeil aus der Gemarkung Paplitz, Neolithikum, Kreismuseum Jerichower Land

Obwohl Paplitz erst 1225 unter der Bezeichnung Popelitz zum ersten Mal urkundlich erwähnt wurde, muss die Siedlung bereits spätestens im 10. Jahrhundert n. Chr. bestanden haben. Der Ortsname ist slawischer Herkunft, und in der genannten Zeit wurde das Jerichower Land von slawischen Stämmen bewohnt. Joachim von Byern, der bereits Güter in Karow und Parchen besaß, erwarb 1574 auch Paplitz. Zu dieser Zeit gehörte der Ort schon zum brandenburgischen Herrschaftsbereich und war dem Ziesarschen Kreis zugeordnet. Mit der preußischen Kreisverwaltungsreform von 1815 kam Paplitz zum neu gebildeten Kreis Jerichow II mit der Kreisstadt Genthin. Da Paplitz überwiegend landwirtschaftlich geprägt war, konnten die Bauern von der preußischen Agrarreform von 1807 unmittelbar profitieren. Sie erwarben 1831 für 150 Taler sechs Hektar Acker, den sie fortan frei bewirtschaften konnten, und lösten für weitere 150 Taler alle Feudallasten ab. Zu dieser Zeit betrug das Jahreseinkommen eines Großknechtes etwa zehn Taler.
Im Jahr 1847 wurde Paplitz im „Topographisch-statistischen Handbuch des Preussischen Staats“ gelistet. Zum Kirchdorf zählten ein Rittergut und eine Windmühle.
Mitte des 19. Jahrhunderts wurde die Chaussee Genthin–Paplitz gebaut, die später nach Ziesar verlängert wurde. Bei der Bildung der Amtsbezirke im Jahre 1872 wurde Paplitz dem Amt Tucheim zugeordnet. 1916–1917 wurde die Bahnstrecke Güsen–Ziesar mit Bahnhof in Paplitz eröffnet. Es wurde dadurch jedoch keine Weiterentwicklung des Ortes bewirkt. Die Einwohnerzahl veränderte sich nur geringfügig von 609 im Jahre 1910 auf 675 im Jahre 1933. Der ehemals selbständige Gutsbezirk Paplitz wurde am 1. August 1907 mit rund 30 Einwohnern in die Landgemeinde Paplitz einverleibt.
Am 1. Juli 2009 wurde Paplitz zusammen mit Gladau und Tucheim in die Stadt Genthin eingemeindet. Die Verwaltungsgemeinschaft Genthin, der Paplitz bis dahin angehört hatte, wurde zeitgleich aufgelöst.

## Politik
Der letzte am 13. Juni 2004 gewählte Gemeinderat bestand aus acht Mitgliedern (7 × freie Wählergruppen, 1 × CDU).
Der letzte ehrenamtliche Bürgermeister Franz Schuster wurde erstmals am 25. September 1994 gewählt. Bei der Bürgermeisterwahl am 6. Mai 2001 erhielt er 100 Prozent der gültigen Wählerstimmen.

### Wappen
Blasonierung: „Gespalten von Grün und Silber; vorn eine goldene Getreidegarbe und Dreschflegel am Spalt, hinten fünf grüne Eichenblätter (2:2:1).“
Das Wappen wurde 1997 vom Kommunalheraldiker Jörg Mantzsch gestaltet. Bis dahin existierte seit über 70 Jahren ein Bildsiegel, das vor einer Getreidegarbe gekreuzt Sense und Harke zeigt. Dasselbe Bild existiert jedoch in Variationen bereits mehrfach als Ortswappen, weshalb als bäuerliches Arbeitsgerät der Dreschflegel gewählt wurde. Die fünf Eichenblätter erinnern an die Legende, nach der Friedrich II. (Preußen) einst auf Inspektionsreise hier Rast machte, an welcher Stelle fünf Eichen gepflanzt wurden.

## Schutzgebiete
Da das Fiener Bruch eines von nur noch drei Brutgebieten der in Deutschland vom Aussterben bedrohten Großtrappen, des schwersten flugfähigen Vogels ist, wurde im Gebiet der Gemeinden Tucheim, Karow und Paplitz bereits 1979 das Großtrappenschongebiet Karow im damaligen Bezirk Magdeburg mit einer Größe von 5.780 Hektar eingerichtet. In den 1990er Jahren wurde die Niederung im Rahmen des Natura 2000-Netzes als EU-Vogelschutzgebiet Fiener Bruch ausgewiesen. Innerhalb des sachsen-anhaltischen Teilgebietes erfolgte 1997 die Ausweisung des 143 Hektar großen Naturschutzgebietes Fiener Bruch. Mitten im Fiener Bruch befindet sich beim zu Tucheim gehörenden Vorwerk Königsrode in der Gemarkung Paplitz die Vogelwarte, der Beobachtungsturm Königsroder Hof. Im Königsroder Hof betreibt der Förderverein Großtrappenschutz e. V. ein Informationszentrum, in dem regelmäßige Veranstaltungen rund um den Großtrappenschutz stattfinden.

## Denkmäler

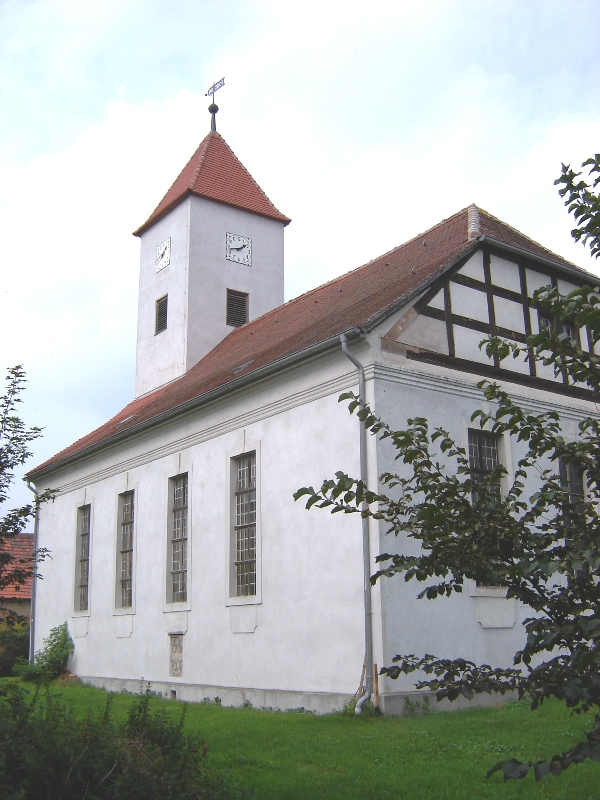
Kirche von Paplitz

- Die evangelische Dorfkirche Paplitz wurde 1791 im spätbarocken Stil aus Feldsteinen errichtet.
- Kriegerdenkmal Paplitz